# Suse Graf
Suse Graf, auch Suse Graf-Bender (* 21. Februar 1915 in Nürnberg; † Oktober 2009) war eine deutsche Schauspielerin.

## Leben und Wirken
Die Beamtentochter wuchs in Nürnberg und Berlin auf, wo sie die Schule bis zur Unterprima besuchte. Da die Eltern ihr anfänglich eine Schauspielkarriere versagt hatten, nutzte Suse Graf ihr Zeichentalent und ließ sich zur Modezeichnerin ausbilden. Ihr Vater, der sich ihrem Schauspielwunsch gegenüber lange Zeit ablehnend verhalten hatte, lernte eines Tages den UFA-Produktionsleiter Karl Ritter kennen, der Suse Graf auf ihre Filmtauglichkeit prüfte. Nach einigen Sprachübungen und dem Einstudieren mehrerer Rollen wurde Suse Graf 1935 schließlich vor die Kamera geholt.
Gleich in ihrem ersten Film Hilde Petersen postlagernd spielte sie die Titelrolle. Noch im selben Jahr trat die Nachwuchsmimin an der Seite von Heinrich George in der Ibsen-Verfilmung Stützen der Gesellschaft auf. 1943 gab ihr Ritter in seinen letzten reichsdeutschen Filmregien, dem Propagandafilm Besatzung Dora und der Komödie Sommernächte, die jeweils weibliche Hauptrolle. Auch in der nahezu zeitgleich hergestellten Ritter-Produktion Liebesbriefe wurde Suse Graf besetzt.
Suse Graf hat nur selten ein festes Theaterengagement angenommen, nachweisbar ist sie u. a. in der letzten reichsdeutschen Spielzeit 1943/44 als Ensemblemitglied der Berliner Soldatenbühne (Theater im Wehrkreis III (Berlin)). Nach Kriegsende trat die Künstlerin kaum mehr in der Öffentlichkeit auf und lebte zeitweilig als Suse Graf-Langenheim in dem oberbayerischen Oberaudorf. In den 60er und 70er Jahren kehrte sie nunmehr als Suse Graf-Bender noch zwei weitere Male vor die Kamera, darunter in der berühmten Jungfilmer-Inszenierung Schonzeit für Füchse, wo sie Christian Doermers Mutter verkörperte. Ihr Tod im Herbst 2009 blieb nahezu vollkommen unbeachtet.

## Filmografie (komplett)
- 1935: Hilde Petersen postlagernd
- 1935: Stützen der Gesellschaft
- 1935: Kater Lampe
- 1936: Onkel Bräsig (1936)
- 1937: Wenn du eine Schwiegermutter hast
- 1937: Mit versiegelter Order
- 1938: Die fromme Lüge
- 1938/50: Preußische Liebesgeschichte
- 1943: Liebesbriefe
- 1943: Besatzung Dora
- 1943: Sommernächte
- 1965: Aus dem Bücherschrank geholt. Episode: Jahrmarkt der Eitelkeit von William Makepeace Thackery
- 1965: Schonzeit für Füchse
- 1973: Lemmi und die Schmöker. Episode: Es spukt – spukt es?